# Карпош (община)
Вижте пояснителната страница за други значения на Карпош.
Карпош (на македонска литературна норма: Општина Карпош) е една от 10-те градски общини на столицата Скопие на Северна Македония.
Намира се в западната част на града. Заема 105 km2. Има средна надморска височина 362 m и континентален климат.
През територията на община Карпош минава река Вардар. Тук е разположена и част от планината Водно, a също и 2 министерства – на икономиката и на околната среда и планирането.

## Население
Според последното преброяване от 2002 година в община Карпош живеят 59 810 жители или 12,8% от цялото население на Скопие. Според етническата си принадлежност населението има следната структура:
| Етническа принадлежност | Брой   | Процент |
| северномакедонци        | 52 943 | 88,52%  |
| албанци                 | 1952   | 3,26%   |
| турци                   | 334    | 0,56%   |
| роми                    | 615    | 1,03%   |
| власи                   | 407    | 0,68%   |
| сърби                   | 2195   | 3,67%   |
| бошняци                 | 0      | 0,00%   |
| други                   | 1364   | 2,28%   |

## История
Община Карпош е създадена на 8 ноември 1976 година със Закона за образуване на общини на град Скопие. Името си общината носи от бившия квартал Карпош на Скопие, който от своя страна носил името на българския хайдутин Карпош войвода. Псевдоним Карпош е ползвал и Християн Тодоровски, комунистически партизанин, загинал през 1944 година.

## Културни забележителности
На територията на община Карпош се намират много културно-исторически забележителности от Античността и Средновековието.
В подножието на Зайчев рид, на левия бряг на река Вардар, близо до село Злокукяни се намират руините на античния град Скупи - античния предшественик на днешно Скопие. Преди завладяването от римляните земите около античния град Скупи са населявани от илирийското или тракийско племе дардани. След идването на римляните градът прераснал в голяма колония, с което започнал и разцветът му. Скупи се намирал на важен транспортен и търговски път, свързващ Егейско море и Средна Европа, а също и Тракия с Адриатическо море. През 313 година Скупи станал епископско средище, а век по-късно вече бил център на архиепископия.
Друг голям културен паметник в община Карпош е манастирът „Свети Пантелеймон“ в село Горно Нерези и е изграден през 1164 година. Църквата на манастира представлява 5-куполен кръсто-образен храм с 3 апсиди и правоъгълен нартекс. Изградена е от дялан камък и печени тухли. Голямата ценност на църквата са стенописите, дело на иконописец от Константинопол. Най-известната композиция е „Оплакването на Христос“. При земетресението в 1555 година рухва централният купол на църквата.